# Kencana (Bagan Sinembah)
Kencana is een bestuurslaag in het regentschap Rokan Hilir van de provincie Riau, Indonesië. Kencana telt 1938 inwoners (volkstelling 2010).